# Tununngasoq
Tununngasoq [tuˈnuŋːasɔq] (nach alter Rechtschreibung Tunúngassoĸ) ist eine wüst gefallene grönländische Siedlung im Distrikt Kangaatsiaq in der Kommune Qeqertalik.

## Lage
Tununngasoq liegt am Nordufer des Ataneq. Der nächstgelegene Ort ist fünf Kilometer nördlich Iginniarfik.

## Geschichte
In Tununngasoq finden sich Ruinen als Zeugen alter Besiedelung. 1831 gab es ein Haus am Ort, in dem der Udstedsverwalter von Iginniarfik im Herbst Garnfang betrieb. 1850 war Tununngasoq bewohnt. Vermutlich war der Ort später noch einmal verlassen und Tununngasoq wurde zwischen 1897 und 1901 ein letztes Mal besiedelt. Gleichzeitig verschwand der auf der anderen Fjordseite liegende Wohnplatz Teqqiinngaq. 1915 lebten 17 Personen in zwei Häusern in Tununngasoq, von denen fünf Jäger waren. Einer dieser war nebenher Katechet. 1931 wurde eine Schulkapelle gebaut und später 243 m² an Fischhäusern. 1950 lebten 84 Menschen in Tununngasoq und im Folgejahr 91. Dennoch ging die Einwohnerzahl von da an stark zurück. 1960 hatte Tununngasoq noch 79 Einwohner, 1965 noch 64, 1968 noch 23, 1970 immerhin wieder 24. 1980 verließen die letzten vier Bewohner den Ort.